# Phronima pacifica
Phronima pacifica är en kräftdjursart som beskrevs av Thomas Hale Streets 1877. Phronima pacifica ingår i släktet Phronima och familjen Phronimidae. Inga underarter finns listade i Catalogue of Life.